# Heimebane (tv-serie)
Heimebane (dansk: Hjemmebane) er en norsk tv-serie produceret af Motlys og NRK. Serien handler om Helena Mikkelsen (Ane Dahl Torp), der er den første kvindelige fodboldtræner i den norske eliteserien, for det fiktive hold Varg IL i Ulsteinvik.

## Rollefigurer og skuespillere
| Skuespillere          | Rollenavn         | Funktion / Relationer                 |
| --------------------- | ----------------- | ------------------------------------- |
| Ane Dahl Torp         | Helena Mikkelsen  | Varg ILs træner                       |
| Morten Svartveit      | Espen Eide        | Daglig leder for Varg IL              |
| Bjarte Hjelmeland     | Bjørn O. Tangsrud | Hovedsponsor for Varg IL              |
| Emma Bones            | Camilla Mikkelsen | Helena Mikkelsens datter              |
| Even Vesterhus        | Steffen           | Ekskæreste til Camilla Mikkelsen      |
| John Carew            | Michael Ellingsen | Fodboldspiller for Varg IL            |
| Axel Bøyum            | Adrian Austnes    | Fodboldspiller for Varg IL            |
| Rolf Kristian Larsen  | Eivind Brattskjær | Fodboldspiller for Varg IL            |
| Nader Khademi         | Mons Kilanger     | Fodboldspiller for Varg IL            |
| Mbake Konte           | Mario Diarra      | Udenlandsk fodboldspiller for Varg IL |
| Michael Stilson       | Michael Stilson   | Fodboldspiller for Varg IL            |
| André Sørum           | Otto Halsen       | Fodboldspiller for Varg IL            |
| Nivethan Senthurvasan | Aron Sajuran      | Fodboldspiller for Varg IL            |
| Bendik Mauseth        | Tommy Gabrielsen  | Fodboldspiller for Varg IL            |
| Endre Synnes Hagerup  | Nils              | Ven til Camilla og Adrian             |
| Mads Ousdal           | Eirik Austnes     | Far til Adrian                        |
| Rune Sæter            | Gunnar            | Supporter for Varg IL                 |

## Episoder

### Sæson 1
| #  | Norsk titel            | Vist første gang i Norge | Episodelængde |
| -- | ---------------------- | ------------------------ | ------------- |
| 1  | "Den som vil det mest" | 4. marts 2018            | 49 min        |
| 2  | "Steikje bra"          | 4. marts 2018            | 52 min        |
| 3  | "Debutantar"           | 11. marts 2018           | 51 min        |
| 4  | "Medgangssupportare"   | 18. marts 2018           | 52 min        |
| 5  | "Fair Play"            | 25. marts 2018           | 48 min        |
| 6  | "Ingen kommentar"      | 1. april 2018            | 54 min        |
| 7  | "Deadline Day"         | 8. april 2018            | 54 min        |
| 8  | "Straffeskyttarane"    | 15. april 2018           | 52 min        |
| 9  | "Over streken"         | 22. april 2018           | 59 min        |
| 10 | "The Great Escape"     | 29. april 2018           | 50 min        |

### Sæson 2
| # | Norsk titel                  | Vist første gang i Norge | Episodelængde |
| - | ---------------------------- | ------------------------ | ------------- |
| 1 | "Stolt fortid, stor framtid" | 17. februar 2019         | 48 min        |
| 2 | "Alt for Noreg"              | 24. februar 2019         | 45 min        |
| 3 | "Sviræv"                     | 3. marts 2019            | 49 min        |
| 4 | "Go your own way"            | 10. marts 2019           | 51 min        |
| 5 | "Ikkje til sals"             | 17. marts 2019           | 52 min        |
| 6 | "Reservelaget"               | 24. marts 2019           | 53 min        |
| 7 | "Jævla Ålesund"              | 31. marts 2019           | 48 min        |
| 8 | "Never walk alone"           | 7. april 2019            | 53 min        |